# Erik Nijboer
Erik Nijboer (5 augustus 1962) is een voormalig voetballer van PEC Zwolle '82.

## Statistieken
| Seizoen | Club           | Land      | Competitie | Wed. | Goals |
| ------- | -------------- | --------- | ---------- | ---- | ----- |
| 1982/83 | PEC Zwolle '82 | Nederland | Eredivisie | 1    | 0     |
| 1983/84 | PEC Zwolle '82 | Nederland | Eredivisie | 0    | 0     |
| 1984/85 | PEC Zwolle '82 | Nederland | Eredivisie | 9    | 0     |
| Totaal  | Totaal         | Totaal    | Totaal     | 10   | 0     |